# Teškoto

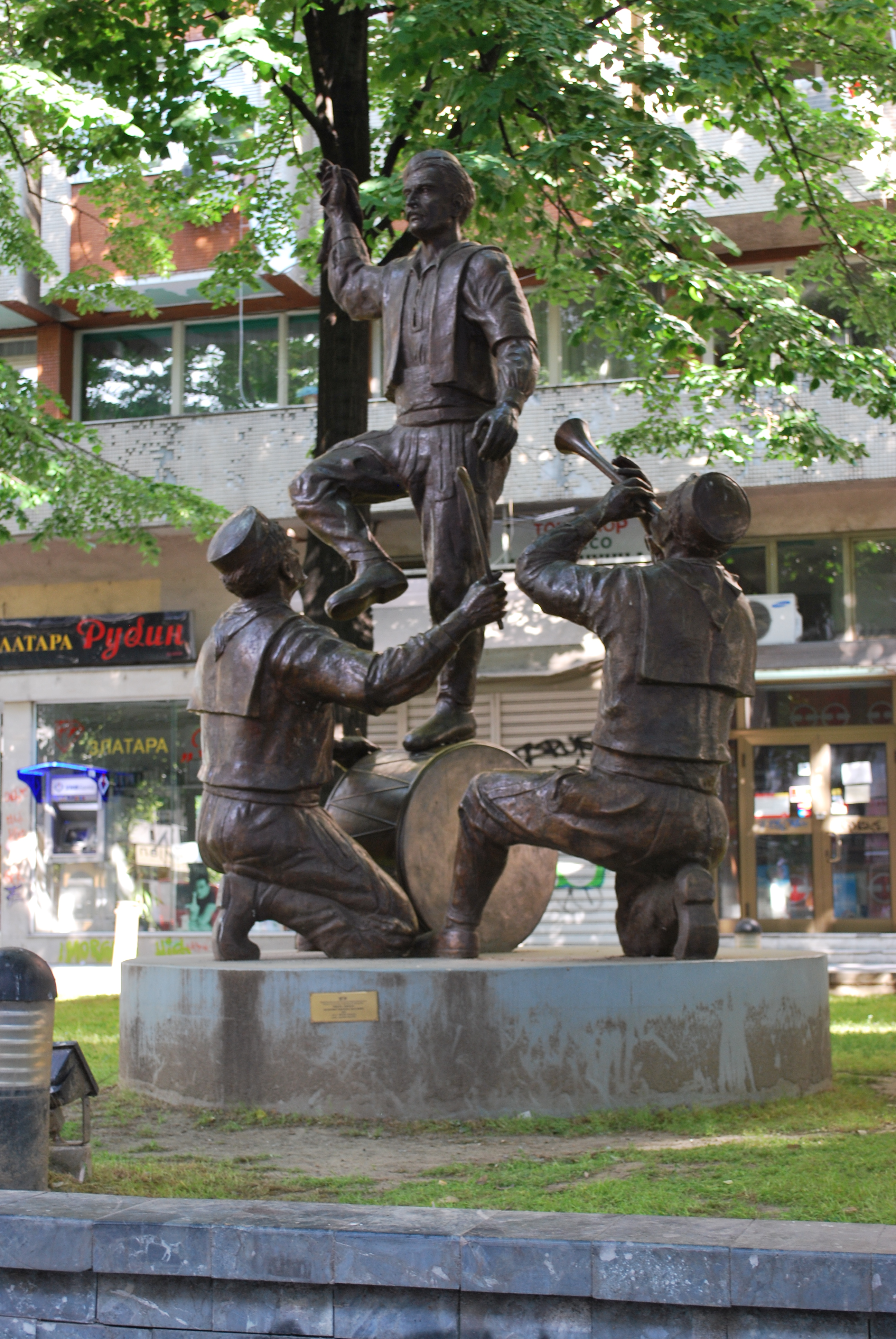
Le Monument au Techkoto, à Skopje.

Le techkoto  (en macédonien : тешкото-techkoto , le difficile) désigne une danse collective masculine typique du folklore macédonien.

## Principe et technique
C'est un type d'oro, les participants se mettant en ligne ou en cercle et se tenant par les épaules. En macédonien, techkoto signifie « le difficile », et la danse est en effet réputée pour ses contraintes physiques, les danseurs devant par exemple rester longtemps sur un même pied tout en montant ou descendant leur corps. L'opposé du techkoto est le lesnoto (« le facile »), une danse beaucoup moins complexe.
Cette danse est accompagnée par deux instruments, le tapan (tambour) et la zurna (sorte de hautbois), qui jouent une mélodie lente et répétitive qui amplifie le caractère infernal du techkoto. Toutefois, le rythme augmente peu à peu et la danse s'achève sur une ronde rapide. Selon la tradition, le danseur le plus âgé doit également monter et danser pendant quelques instants sur le tambour, alors posé à terre. Le techkoto est surtout associé aux fêtes traditionnelles mais il est de plus en plus pratiqué en spectacle par les groupes de danse folklorique.
Cette danse a inspiré de nombreux artistes comme le poète Blaze Koneski avec le poème Techkoto, ainsi que le compositeur Todor Skalovski avec la composition chorale Makedonsko oro.